# Esther Barrugués Alviñá
Esther Barrugués Alviñá   (Barcelona, 16 de maig de 1980) és una tiradora esportiva de nacionalitat andorrana, especialitzada en carrabina 10 metres, i rellotgera de professió.
Va participar en la seva modalitat en set Jocs dels Petits Estats, els Jocs Olímpics d'Estiu de 2016, el Campionat d’Europa de tir de 2018 i els Jocs Mediterranis de 2018. En 2018, també ha participat en altres competicions com el campionat d’Espanya d’aire comprimit o el Campionat del Món de tir olímpic a Changwon (Corea del Sud).